# Adrià Vilanova Chaure
Adrià Vilanova Chaure (nascut l'11 de febrer de 1997) és un futbolista català que juga com a defensa central a l'AD Alcorcón.

## Carrera de club
Vilanova va néixer a Barcelona, i es va formar al FC Barcelona. Va debutar amb el filial el 8 de gener de 2017, substituint el golejador Dani Romera en la victòria fora de casa per 3-1 de Segona Divisió B davant l'Atlético Saguntino.
El 12 d'agost de 2017, el Vilanova va ser cedit per a la temporada a l'Hèrcules CF de tercera divisió. Va debutar al club el 15 d'octubre, titular i marcant l'empat en una victòria a casa per 3-2 davant el CF Peralada.
L'agost de 2018, després d'un sol partit més amb l'Hèrcules, Vilanova va deixar el Barça i va passar a un altre equip filial, el RCD Mallorca B de Tercera Divisió. El 31 de desembre de 2018 va fitxar pel FC Andorra a la Primera Catalana.
El 22 de desembre de 2021, després de formar part de la plantilla que va aconseguir l'ascens administratiu a Segona Divisió B el 2019 i posteriorment la classificació per a la recentment creada Primera Divisió RFEF el 2021, Vilanova va renovar el seu contracte amb els Tricolors fins al 2024 Va ser titular habitual del club durant la campanya, marcant quatre gols en 32 partits en total i assolint el primer ascens a Segona Divisió.
El Vilanova va fer el seu debut com a professional el 15 d'agost de 2022, començant com a titular en una victòria fora de casa per 1-0 davant el Reial Oviedo.
El 23 de juliol de 2024, Vilanova va signar contracte amb l'AD Alcorcón.

## Vida personal
El pare de Vilanova, Tito, també va ser futbolista i després va ser entrenador. També es va formar al Barça, i va dirigir el primer equip durant la temporada 2012-13.